# Église luthérienne Saint-Paul de Montmartre
L'église luthérienne Saint-Paul de Montmartre est un édifice religieux construit en 1897 et située 90 boulevard Barbès, dans le 18e arrondissement de Paris. La paroisse est membre de l'Église protestante unie de France.

## Histoire
Jusqu'en 1840, l'inspection ecclésiastique de église luthérienne de Paris compte quatre pasteurs. Il est alors recherché un pasteur pour desservir les luthériens de banlieue. Ce pasteur sera Jean-Jacques Hosemann. Celui-ci divise sa zone d'action en cinq secteurs, dont celui de la Chapelle composé de la Chapelle, Montmartre, Batignolles, Villette et Belleville. Ce secteur de la Chapelle compte 299 familles luthériennes. La paroisse est créée en 1855 et va occuper successivement des locaux au 27 puis au 40, rue Constantine (actuelle rue Myrha), au 11 de la rue Doudeauville, au 6, rue Léonie (aujourd'hui rue des Trois-Frères) puis au 53, rue des Poissonniers. Le premier culte ne fut autorisé par la mairie de la Chapelle réticente que par l'intervention du ministre des cultes. Les cultes étaient célébrés en français et en allemand.
L'église ne sera construite que plus tard par l'architecte Augustin Rey sur l'ordre du pasteur Charles Pfender. Les travaux sont entamés fin 1896 et le premier culte se déroule en novembre 1897. La pasteur Marie-France Robert est reconnue pour ses efforts en promouvant la présence des femmes dans l'église,.
Depuis les années 2010, elle est aussi utilisée par la communauté éthiopienne orthodoxe Saint-Georges.

## L’édifice
Le style de l’église, construite entre novembre 1896 et novembre 1897, est dû à Auguste Rey, un architecte d'origine protestante. Cet architecte est également à l’origine de l’église de Bon Secours (rue Titon dans le XIe) et du temple de Madranges, inaugurée en 1900.
Le style de l’église est romano-byzantin avec des décors géométriques et végétaux. La façade est en pierre et surmontée d'un clocher. L’intérieur de l’église est sobre et clair. La nef est composée de 4 travées ouvertes par des arcs à droite et à gauche donnant sur les tribunes et les bas-côtés. L’orgue Merklin est au-dessus du porche. Le chœur a la forme d’un hémicycle.
L’église peut contenir trois cents personnes, réparties entre la nef et les bas-côtés (246 places) et les tribunes (84 places).
Sur le côté de l’église et séparé par un porche, un bureau sacristie et une loge de gardien.

### Sources
- Hélène Guicharnaud et Christiane Guttinger-Mettetal, Temples réformés et églises luthériennes de Paris, La Voix Protestante, 2013, p. 122-127